# Tele-24
Tele-24 – łódzka stacja telewizyjna. Kanał powstał w 1992, a zakończył działalność w 1994 roku. Stacja należała do grupy telewizyjnej Polonia 1, która skupiała lokalne ośrodki telewizyjne z różnych rejonów kraju. W związku z brakiem zgody na wydanie koncesji dla stacji zaprzestano emisji programu. Kanał był nadawany naziemnie na kanale 24 i był dostępny w promieniu ok. 60 km od Łodzi.
Siedziba stacji znajdowała się przy ul. Traugutta 21/23 (budynek Łódzkiego Ośrodka Geodezji). Tam znajdowały się również anteny. Jeszcze zanim władze 20 września 1994 roku zamknęły nielegalną stację skupioną w sieci Polonia 1, swoje anteny na dachu budynku zainstalowała spółka Polskie Sieci Nadawcze.
Głównym programem informacyjnym były Aktualności Tele24. Prezenterami w programie byli Tomasz Lasota, Grzegorz Pawlak, Izabela Kuna, Sławomir Macias, Hubert Bekrycht, Krzysztof Tralewski i Włodzimierz Osiński.

## Programy własne stacji
- Aktualności – serwis informacyjny[2]
- Bez negatywu – magazyn filmowy, prowadzący Grzegorz Pawlak[2]